# Tandjesgras
Tandjesgras (Danthonia decumbens, synoniem: Sieglingia decumbens (L.) Bernh.) is een vaste plant die behoort tot de grassenfamilie (Poaceae). De plant komt van nature voor in Europa en Noordwest-Afrika.
De plant vormt dichte, harde pollen en wordt 15-60 cm hoog. De gladde stengels kunnen liggen, opgaan of rechtop staan. De van boven grijs-donkergroene en van onderen glanzende bladeren en bladschede zijn gewimperd. Het tongetje bestaat uit een gewimperde haarrand. De jonge bladeren zijn gevouwen langs de middennerf.
Tandjesgras bloeit in juni en juli met een aarachtige of trosachtige bloeiwijze. De lichtgroene of iets violette aartjes bestaan uit drie tot vijf bloemen. De kelkkafjes zijn langer dan de bloemen. Het onderste kelkkafje is 7 mm en het bovenste 6 mm lang. Het onderste, 4,8 mm lange, langs de randen gewimperde kroonkafje heeft aan de top drie tanden, vandaar de naam tandjesgras en in het Duits Dreizahn (drietand). Het bovenste kroonkafje is 3,5 mm lang.

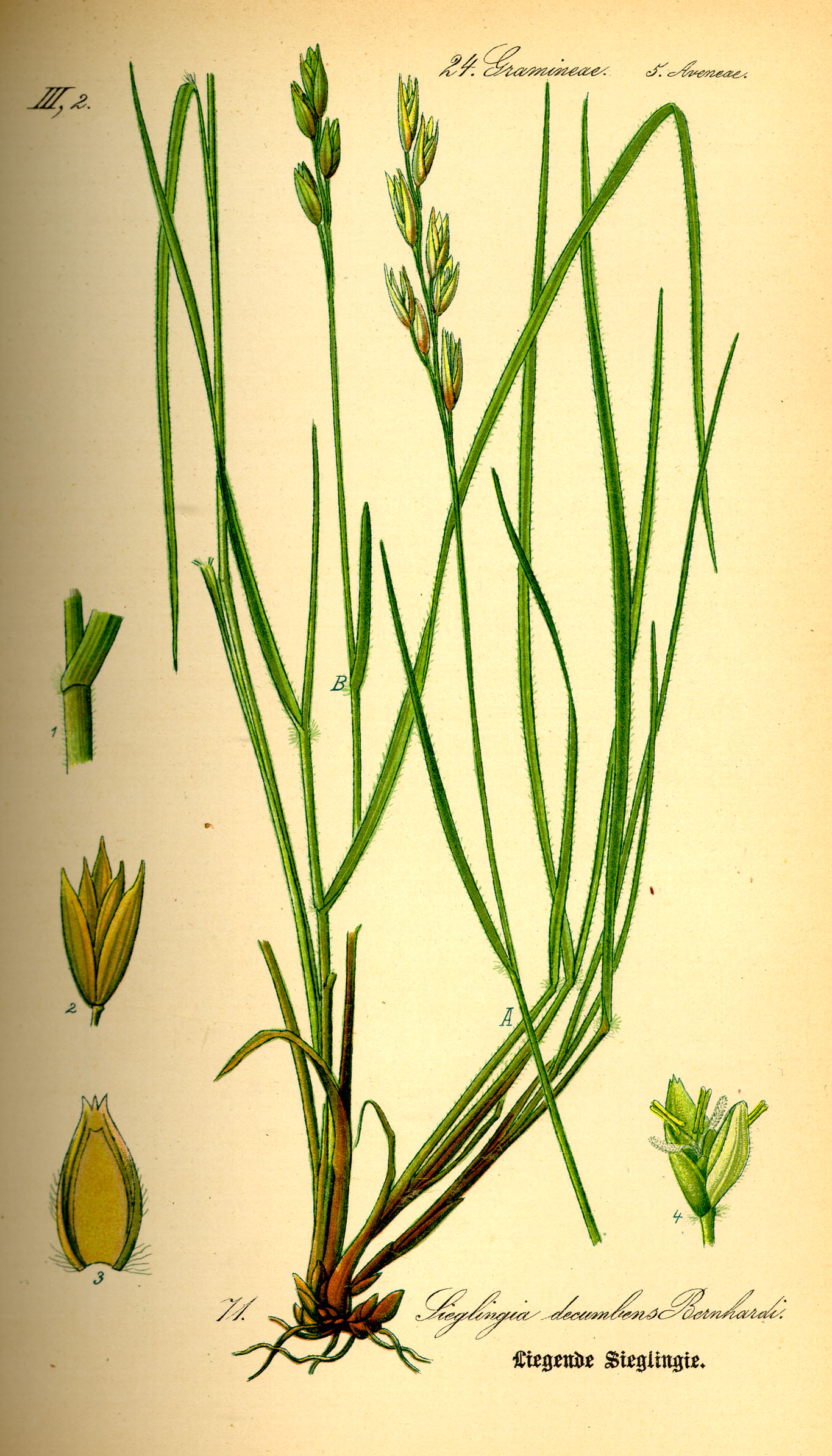

De vrucht is een graanvrucht met een mierenbroodje, waardoor de vrucht door mieren kan worden verspreid.
De plant komt voor op voedselarme grond langs heidepaden, in blauwgraslanden en duinvalleien.

## Syntaxonomie
Tandjesgras is een kensoort voor de klasse van heischrale graslanden (Nardetea).
Tevens is het een indicatorsoort voor het vochtig heischraal grasland (hmo) en voor het droog heischraal grasland (hn), twee karteringseenheden in de Biologische Waarderingskaart (BWK) van Vlaanderen en het Brussels Hoofdstedelijk Gewest.

## In andere talen
- Duits: Dreizahn
- Engels: Heath grass
- Frans: Danthonie inclinée